# 圣水河子镇
圣水河子镇，是中华人民共和国吉林省通化市柳河县下辖的一个乡镇级行政单位。

## 行政区划
圣水河子镇下辖以下地区：
圣水社区、圣水河子村、前六家村、缸窑村、大白蒿沟村、小白蒿沟村、东韩家村、后沈家村、叶大堡村、刘家炉村、当石河村、陶家街村、永兴村、五大家村、北淤泥河村、泉眼村、太平川村、马鞍山村、窝集沟村、龙兴村、煤窑村和大堡子朝鲜族村。